# Bertholène
Bertholène település Franciaországban, Aveyron megyében. Lakosainak száma 1049 fő (2022. január 1.). Bertholène Arques, Bozouls, Gabriac, Montrozier, Palmas-d'Aveyron, Le Vibal és Laissac-Sévérac-l'Église községekkel határos.

## Népesség
A település népessége az elmúlt években az alábbi módon változott:
| Lakosok száma | 785  | 782  | 918  | 994  | 1021 | 1029 | 1046 | 1054 | 1060 | 1049 |
|               | 1968 | 1982 | 1990 | 2006 | 2013 | 2015 | 2017 | 2019 | 2020 | 2022 |